# Płyta z Baški

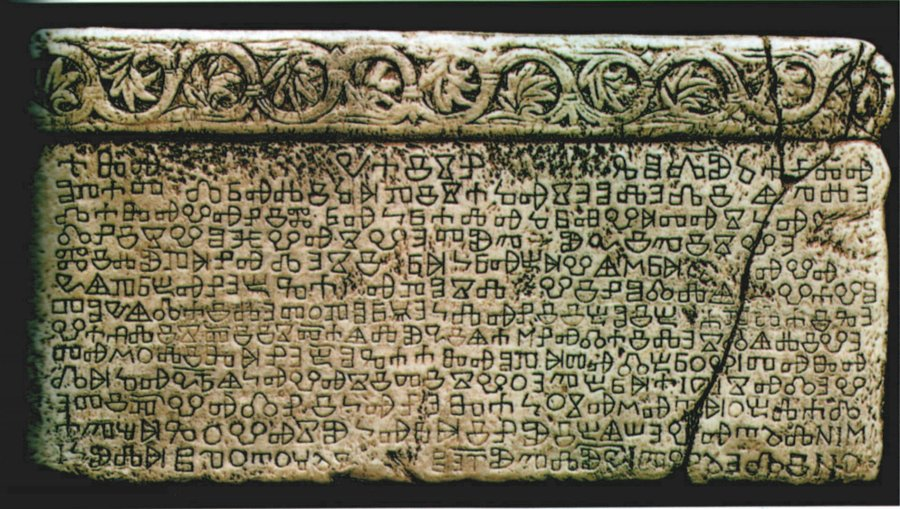
Płyta z Baški

Płyta z Baški (chorw. Bašćanska ploča) – jeden z najstarszych zabytków chorwackiego pisma głagolickiego, kamienna płyta fundacyjna pochodząca ze wsi Jurandvor koło Baški na chorwackiej wyspie Krk.
Jest to prostokątna płyta wapienna, ułamana z prawej strony, o szerokości 99,5 cm, długości 199 cm i grubości między 7,5 (u podstawy) a 9 (u góry) cm. Jej górną część zajmuje ornament o szerokości 22 cm, pod którym znajduje się umieszczony w polu o wymiarach 77,5×196,5 cm trzynastowierszowy napis głagolicki. Pierwotnie płyta stanowiła fragment przegrody oddzielającej prezbiterium od nawy w kościele św. Łucji w Jurandvorze. Po przebudowie świątyni między XVI a XVIII wiekiem służyła prawdopodobnie jako płyta nagrobna, później została wyrzucona na pole. Tam w 1851 roku odnalazł ją kleryk z seminarium w Bašce Petar Dorčić, który powiadomił o swoim odkryciu Ivana Kukuljevicia Sakcinskiego. Jako pierwszy znalezisko opisał w 1853 roku Pavol Jozef Šafárik. Wykonana z miękkiego wapiennego kamienia płyta była podatna na uszkodzenia i wymagała nieustannej konserwacji, w związku z czym w 1934 roku została sprzedana przez biskupa Josipa Srebnicia Akademii Nauki i Sztuki w Zagrzebiu, gdzie jest obecnie przechowywana.
Inskrypcja na płycie, pochodząca z przełomu XI i XII wieku, została odczytana w 1865 roku przez Ivana Črnčicia. Składa się z dwóch części: zapisu darowizny króla Chorwacji Dymitra Zvonimira dla kościoła św. Łucji wraz z listą świadków i przysięgą na Boga oraz sporządzonej przez opata Dobrovita informacji o budowie tegoż kościoła.